# لنجاب سفلي (مقاطعة فراهان)
لنجاب سفلي (بالفارسية: لنجاب سفلی) هي قرية تقع في مركزي في إيران. يقدر عدد سكانها بـ 72 نسمة بحسب إحصاء 2016.